# Northbourne
Northbourne – wieś w Anglii, w hrabstwie Kent, w dystrykcie Dover. Leży 19 km na wschód od miasta Canterbury i 107 km na wschód od centrum Londynu.